# أشتيجة (نارستان)
أشتیجة (بالفارسية: اشتیجه) هي منطقة سكنية تقع في إيران في يزد. يقدر عدد سكانها بـ 64 نسمة .